# Lista de equipas ciclistas Continentais-Temporada de 2017
Na temporada de 2017 registaram-se as seguintes equipas ciclistas de categoria Continental na União Ciclista Internacional:

## Lista de equipas

### Equipas africanas
| País          | Nome                       | Código UCI |
| ------------- | -------------------------- | ---------- |
| África do Sul | Dimension Data for Qhubeka | DDC        |

| País      | Nome                                         | Código UCI |
| --------- | -------------------------------------------- | ---------- |
| Argentina | Associação Civil Mardan                      | ACM        |
| Argentina | Asociación Civil Agrupación Virgen de Fátima | AFT        |
| Argentina | Equipa Continental Municipalidade de Pocito  | EMP        |
| Argentina | Los Cascos Esco-Agroplan                     | CEA        |
| Argentina | Italomat-Dogo                                | CID        |
| Argentina | Municipalidade de Rawson Somos Todos         | MRT        |
| Argentina | Sindicato de Empregados Públicos de San Juan | SEP        |
| Bolívia   | Equipa Bolívia                               | BOL        |
| Bolívia   | Start Vaxes Cycling Team                     | STF        |
| Canadá    | Garneau Québecor                             | GQC        |
| Canadá    | H&R Block Pro Cycling Team                   | HRB        |
| Canadá    | Silber Pro Cycling                           | SPC        |
| Colômbia  | Bicicletas Strongman                         | BSM        |
| Colômbia  | Equipa de Ciclismo Coldeportes Zenú          | ECZ        |
| Colômbia  | EPM                                          | EPM        |
| Colômbia  | GW Shimano                                   | GWS        |
| Colômbia  | Medellín-Inder                               | MED        |

| País                 | Nome                            | Código UCI |
| -------------------- | ------------------------------- | ---------- |
| Equador              | Team Equador                    | ECU        |
| Estados Unidos       | Aevolo                          | AVE        |
| Estados Unidos       | Axeon Hagens Berman             | AHB        |
| Estados Unidos       | Canyon Bycicles                 | CYN        |
| Estados Unidos       | CCB Velotooler                  | CCB        |
| Estados Unidos       | Cylance Cycling                 | CPC        |
| Estados Unidos       | Elevate-KHS Pro Cycling         | ELV        |
| Estados Unidos       | Holowesko Citadel Racing Team   | HCR        |
| Estados Unidos       | Jelly Belly presented by Maxxis | JBC        |
| Estados Unidos       | Rally Cycling                   | RLY        |
| Estados Unidos       | Team Illuminate                 | ILU        |
| México               | Canel's-Specialized             | CAS        |
| Paraguai             | Vivo Team Grupo Oresy           | VIV        |
| República Dominicana | Inteja Dominican Cycling Team   | DCT        |

| País      | Nome                                         | Código UCI |
| --------- | -------------------------------------------- | ---------- |
| Argentina | Associação Civil Mardan                      | ACM        |
| Argentina | Asociación Civil Agrupación Virgen de Fátima | AFT        |
| Argentina | Equipa Continental Municipalidade de Pocito  | EMP        |
| Argentina | Los Cascos Esco-Agroplan                     | CEA        |
| Argentina | Italomat-Dogo                                | CID        |
| Argentina | Municipalidade de Rawson Somos Todos         | MRT        |
| Argentina | Sindicato de Empregados Públicos de San Juan | SEP        |
| Bolívia   | Equipa Bolívia                               | BOL        |
| Bolívia   | Start Vaxes Cycling Team                     | STF        |
| Canadá    | Garneau Québecor                             | GQC        |
| Canadá    | H&R Block Pro Cycling Team                   | HRB        |
| Canadá    | Silber Pro Cycling                           | SPC        |
| Colômbia  | Bicicletas Strongman                         | BSM        |
| Colômbia  | Equipa de Ciclismo Coldeportes Zenú          | ECZ        |
| Colômbia  | EPM                                          | EPM        |
| Colômbia  | GW Shimano                                   | GWS        |
| Colômbia  | Medellín-Inder                               | MED        |

| País                 | Nome                            | Código UCI |
| -------------------- | ------------------------------- | ---------- |
| Equador              | Team Equador                    | ECU        |
| Estados Unidos       | Aevolo                          | AVE        |
| Estados Unidos       | Axeon Hagens Berman             | AHB        |
| Estados Unidos       | Canyon Bycicles                 | CYN        |
| Estados Unidos       | CCB Velotooler                  | CCB        |
| Estados Unidos       | Cylance Cycling                 | CPC        |
| Estados Unidos       | Elevate-KHS Pro Cycling         | ELV        |
| Estados Unidos       | Holowesko Citadel Racing Team   | HCR        |
| Estados Unidos       | Jelly Belly presented by Maxxis | JBC        |
| Estados Unidos       | Rally Cycling                   | RLY        |
| Estados Unidos       | Team Illuminate                 | ILU        |
| México               | Canel's-Specialized             | CAS        |
| Paraguai             | Vivo Team Grupo Oresy           | VIV        |
| República Dominicana | Inteja Dominican Cycling Team   | DCT        |

| País                   | Nome                                         | Código UCI |
| ---------------------- | -------------------------------------------- | ---------- |
| Bahrein                | VIB Bikes                                    | VIB        |
| China                  | China Continental Team of Gansu Bank         | GCB        |
| China                  | Holy Brother Cycling Team                    | HBT        |
| China                  | Hengxiang Cycling Team                       | HEN        |
| China                  | Hainan Jilun Cycling Team                    | JLC        |
| China                  | Keyi Look Cycling Team                       | KYL        |
| China                  | Yunnan Lvshan Landscape                      | LSL        |
| China                  | Giant Cycling Team                           | MSS        |
| China                  | Mitchelton Scott                             | MTS        |
| China                  | Ningxia Sports Lottery - Livall Cycling Team | NLC        |
| China                  | Qinghai Tianyoude Cycling Team               | TYD        |
| China                  | Beijing XDS - Inova Cycling Team             | XDS        |
| Coreia do Sul          | Gapyeong Cycling Team                        | GPC        |
| Coreia do Sul          | Geumsan Insam Cello                          | GIC        |
| Coreia do Sul          | Korail Cycling Team                          | KCT        |
| Coreia do Sul          | KSPO Bianchi Asia Procycling                 | KSP        |
| Coreia do Sul          | LX Cycling Team                              | LXC        |
| Coreia do Sul          | Seoul Cycling Team                           | SCT        |
| Emirados Árabes Unidos | Skydive Dubai-Al Ahli Clube Pro Cycling Team | SKD        |
| Indonésia              | KFC Cycling Team                             | KFC        |
| Indonésia              | Pegasus Continental Cycling Team             | PCT        |
| Filipinas              | 7 Eleven RoadBike Philippines                | 7RP        |
| Hong Kong              | HKSI Pro Cycling Team                        | HKS        |

| País        | Nome                              | Código UCI |
| ----------- | --------------------------------- | ---------- |
| Irã         | Pishgaman Cycling Team            | PKY        |
| Irã         | Sepahan Cycling Team              | SPT        |
| Irã         | Tabriz Shahrdary Team             | TST        |
| Japão       | Aisan Racing Team                 | AIS        |
| Japão       | Bridgestone Anchor Cycling Team   | BGT        |
| Japão       | Interpro Cycling Academy          | IPC        |
| Japão       | Kinan Cycling Team                | KIN        |
| Japão       | Matrix-Powertag                   | MTR        |
| Japão       | Nasu Blasen                       | NAS        |
| Japão       | Shimano Racing Team               | SMN        |
| Japão       | Team Ukyo                         | UKO        |
| Japão       | Utsunomia Blitzen                 | BLZ        |
| Cazaquistão | Astana City                       | TSE        |
| Cazaquistão | Vino-Astana Motors                | VAM        |
| Kuwait      | Cyclesport.se-Memil Pro Cycling   | CSM        |
| Kuwait      | Kuwait-cartucho.es                | KWC        |
| Kuwait      | Massi-Kuwait Cycling Project      | KCP        |
| Kuwait      | Nice Cycling Team                 | NCT        |
| Malásia     | Team Sapura Cycling               | TSC        |
| Malásia     | Terengganu Cycling Team           | TSG        |
| Singapura   | Infinite AIS Cycling Team         | IAC        |
| Tailândia   | Thailand Continental Cycling Team | TCC        |
| Taiwan      | Action Cycling Team               | ACT        |
| Taiwan      | RTS-Monton Racing Team            | RTS        |

| País                   | Nome                                         | Código UCI |
| ---------------------- | -------------------------------------------- | ---------- |
| Bahrein                | VIB Bikes                                    | VIB        |
| China                  | China Continental Team of Gansu Bank         | GCB        |
| China                  | Holy Brother Cycling Team                    | HBT        |
| China                  | Hengxiang Cycling Team                       | HEN        |
| China                  | Hainan Jilun Cycling Team                    | JLC        |
| China                  | Keyi Look Cycling Team                       | KYL        |
| China                  | Yunnan Lvshan Landscape                      | LSL        |
| China                  | Giant Cycling Team                           | MSS        |
| China                  | Mitchelton Scott                             | MTS        |
| China                  | Ningxia Sports Lottery - Livall Cycling Team | NLC        |
| China                  | Qinghai Tianyoude Cycling Team               | TYD        |
| China                  | Beijing XDS - Inova Cycling Team             | XDS        |
| Coreia do Sul          | Gapyeong Cycling Team                        | GPC        |
| Coreia do Sul          | Geumsan Insam Cello                          | GIC        |
| Coreia do Sul          | Korail Cycling Team                          | KCT        |
| Coreia do Sul          | KSPO Bianchi Asia Procycling                 | KSP        |
| Coreia do Sul          | LX Cycling Team                              | LXC        |
| Coreia do Sul          | Seoul Cycling Team                           | SCT        |
| Emirados Árabes Unidos | Skydive Dubai-Al Ahli Clube Pro Cycling Team | SKD        |
| Indonésia              | KFC Cycling Team                             | KFC        |
| Indonésia              | Pegasus Continental Cycling Team             | PCT        |
| Filipinas              | 7 Eleven RoadBike Philippines                | 7RP        |
| Hong Kong              | HKSI Pro Cycling Team                        | HKS        |

| País        | Nome                              | Código UCI |
| ----------- | --------------------------------- | ---------- |
| Irã         | Pishgaman Cycling Team            | PKY        |
| Irã         | Sepahan Cycling Team              | SPT        |
| Irã         | Tabriz Shahrdary Team             | TST        |
| Japão       | Aisan Racing Team                 | AIS        |
| Japão       | Bridgestone Anchor Cycling Team   | BGT        |
| Japão       | Interpro Cycling Academy          | IPC        |
| Japão       | Kinan Cycling Team                | KIN        |
| Japão       | Matrix-Powertag                   | MTR        |
| Japão       | Nasu Blasen                       | NAS        |
| Japão       | Shimano Racing Team               | SMN        |
| Japão       | Team Ukyo                         | UKO        |
| Japão       | Utsunomia Blitzen                 | BLZ        |
| Cazaquistão | Astana City                       | TSE        |
| Cazaquistão | Vino-Astana Motors                | VAM        |
| Kuwait      | Cyclesport.se-Memil Pro Cycling   | CSM        |
| Kuwait      | Kuwait-cartucho.es                | KWC        |
| Kuwait      | Massi-Kuwait Cycling Project      | KCP        |
| Kuwait      | Nice Cycling Team                 | NCT        |
| Malásia     | Team Sapura Cycling               | TSC        |
| Malásia     | Terengganu Cycling Team           | TSG        |
| Singapura   | Infinite AIS Cycling Team         | IAC        |
| Tailândia   | Thailand Continental Cycling Team | TCC        |
| Taiwan      | Action Cycling Team               | ACT        |
| Taiwan      | RTS-Monton Racing Team            | RTS        |

| País         | Nome                                              | Código UCI |
| ------------ | ------------------------------------------------- | ---------- |
| Albânia      | Amore & Vita-Selle SMP presented by Fondriest     | AMO        |
| Alemanha     | Bike Aid                                          | BAI        |
| Alemanha     | 0711/Cycling                                      | CYC        |
| Alemanha     | Development Team Sunweb                           | DSU        |
| Alemanha     | Team Lotto-Kern Haus                              | LKH        |
| Alemanha     | LKT Team Brandenburg                              | LKT        |
| Alemanha     | Rad-net Rose Team                                 | RNR        |
| Alemanha     | Team Sauerland NRW presented by Henley & Partners | SVL        |
| Alemanha     | Team Dauner D&DQ-Akkon                            | TDA        |
| Alemanha     | Team Heizomat                                     | THF        |
| Áustria      | Amplatz-BMC                                       | AMP        |
| Áustria      | Hrinkow Advarics Cycleang                         | HAC        |
| Áustria      | Team Felbermayr-Simplon Wels                      | RWS        |
| Áustria      | Team Vorarlberg                                   | VOL        |
| Áustria      | Tirol Cycling Team                                | TIR        |
| Áustria      | WSA-Greenlife                                     | WSA        |
| Azerbaijão   | Synergy Baku Cycling Project                      | BCP        |
| Bélgica      | AGO-Aqua Service                                  | AAS        |
| Bélgica      | Beobank-Corendon                                  | BEC        |
| Bélgica      | Cibel-Cebon                                       | CIB        |
| Bélgica      | ERA-Circus                                        | ERC        |
| Bélgica      | Marlux-Napoleon Games                             | MNG        |
| Bélgica      | T.palm-Pôle Continental Wallon                    | PCW        |
| Bélgica      | Pauwels Sauzen-Vastgoedservice Continental Team   | PSV        |
| Bélgica      | Telenet Fidea Lions                               | TFL        |
| Bélgica      | Tarteletto-Isorex                                 | TIS        |
| Bielorrússia | Minsk Cycling Clube                               | MCC        |
| Bulgária     | Unieuro Trevigiani-Hemus 1896                     | UNI        |
| Croácia      | Meridiana Kamen Team                              | MKT        |
| Dinamarca    | BHS-Almeborg Bornholm                             | ABB        |
| Dinamarca    | Copenhagen Pro Cycling                            | CPH        |
| Dinamarca    | Riwal Platform Cycling Team                       | RIW        |
| Dinamarca    | Team ColoQuick-Cult                               | TCQ        |
| Dinamarca    | Team Giant-Castelli                               | TGC        |
| Dinamarca    | Team Veloconcept                                  | TVC        |
| Eslováquia   | Dukla Banská Bystrica                             | DKB        |
| Eslovênia    | Adria Mobil                                       | ADR        |
| Eslovênia    | Attaque Team Gusto                                | ATG        |
| Eslovênia    | ROG-Ljubljana                                     | ROG        |
| Espanha      | Burgos-BH                                         | BUR        |
| Espanha      | Euskadi Basque Country-Murias                     | EUS        |
| França       | Armée de terre                                    | ADT        |
| França       | HP BTP-Auber93                                    | AUB        |
| França       | Roubaix-Lille Métropole                           | RLM        |

| País          | Nome                                                  | Código UCI |
| ------------- | ----------------------------------------------------- | ---------- |
| Itália        | D'Amico Utensilnord                                   | AZT        |
| Itália        | GM Europa Ovini                                       | GME        |
| Itália        | Sangemini–MG.K Vis                                    | SAN        |
| Irlanda       | An Pós-ChainReaction                                  | SKT        |
| Letônia       | Rietumu Banka-Riga                                    | RBR        |
| Lituânia      | Staki-Technorama                                      | RBR        |
| Luxemburgo    | Team Differdange-Losch                                | CCD        |
| Noruega       | Team Fixit.no                                         | FIX        |
| Noruega       | Team Coop                                             | TCO        |
| Noruega       | Joker Icopal                                          | TJI        |
| Noruega       | Team Sparebanken Sør                                  | TSS        |
| Noruega       | Um-X Hydrogen Development                             | UXT        |
| Países Baixos | Baby-Dump Cycling Team                                | BDC        |
| Países Baixos | Delta Cycling Rotterdam                               | DCR        |
| Países Baixos | Destil-Jo Piels Cycling Team                          | DJP        |
| Países Baixos | Monkey Town Continental Team                          | MCT        |
| Países Baixos | Metec-TKH Continental Cyclingteam presented by Mantel | MET        |
| Países Baixos | Seg Racing Academy                                    | SEG        |
| Polónia       | Domin Sport                                           | DOM        |
| Polónia       | Team Hurom                                            | THU        |
| Polónia       | Voster Uniwheels Team                                 | VOS        |
| Polónia       | Wibatech 7R Fuji                                      | WIB        |
| Portugal      | RP-Boavista                                           | BOA        |
| Portugal      | Efapel                                                | EFP        |
| Portugal      | LA Alumínios-Metalusa Blackjack                       | LAA        |
| Portugal      | Louletano-Hospital de Loulé                           | LHL        |
| Portugal      | Sporting-Tavira                                       | STA        |
| Portugal      | W52/FC Porto                                          | W52        |
| Reino Unido   | Bike Channel-Canyon                                   | BIK        |
| Reino Unido   | JLT Condor                                            | JLT        |
| Reino Unido   | Madison Genesis                                       | MGT        |
| Reino Unido   | ONE Pro Cycling                                       | ONE        |
| Reino Unido   | Team Raleigh GAC                                      | RAL        |
| Reino Unido   | Team Wiggins                                          | WGN        |
| Chéquia       | AC Sparta Praha                                       | ASP        |
| Chéquia       | CK Příbram Fany Gastro                                | PFG        |
| Chéquia       | Elkov-Author Cycling Tam                              | ELA        |
| Chéquia       | SKC Tufo Prostějov                                    | SKC        |
| Roménia       | Tusnad Cycling Team                                   | TCT        |
| Rússia        | Lokosphinx                                            | LOK        |
| Sérvia        | Dare Viator Partizan                                  | DVP        |
| Suécia        | Team Tre Berg-PostNord                                | TTB        |
| Suíça         | Roth-Akros                                            | TRA        |
| Turquia       | Torku Şekerspor                                       | TRK        |
| Ucrânia       | ISD-Jorbi Continental Team                            | ISD        |
| Ucrânia       | Kolss Cycling Team                                    | KLS        |

| País         | Nome                                              | Código UCI |
| ------------ | ------------------------------------------------- | ---------- |
| Albânia      | Amore & Vita-Selle SMP presented by Fondriest     | AMO        |
| Alemanha     | Bike Aid                                          | BAI        |
| Alemanha     | 0711/Cycling                                      | CYC        |
| Alemanha     | Development Team Sunweb                           | DSU        |
| Alemanha     | Team Lotto-Kern Haus                              | LKH        |
| Alemanha     | LKT Team Brandenburg                              | LKT        |
| Alemanha     | Rad-net Rose Team                                 | RNR        |
| Alemanha     | Team Sauerland NRW presented by Henley & Partners | SVL        |
| Alemanha     | Team Dauner D&DQ-Akkon                            | TDA        |
| Alemanha     | Team Heizomat                                     | THF        |
| Áustria      | Amplatz-BMC                                       | AMP        |
| Áustria      | Hrinkow Advarics Cycleang                         | HAC        |
| Áustria      | Team Felbermayr-Simplon Wels                      | RWS        |
| Áustria      | Team Vorarlberg                                   | VOL        |
| Áustria      | Tirol Cycling Team                                | TIR        |
| Áustria      | WSA-Greenlife                                     | WSA        |
| Azerbaijão   | Synergy Baku Cycling Project                      | BCP        |
| Bélgica      | AGO-Aqua Service                                  | AAS        |
| Bélgica      | Beobank-Corendon                                  | BEC        |
| Bélgica      | Cibel-Cebon                                       | CIB        |
| Bélgica      | ERA-Circus                                        | ERC        |
| Bélgica      | Marlux-Napoleon Games                             | MNG        |
| Bélgica      | T.palm-Pôle Continental Wallon                    | PCW        |
| Bélgica      | Pauwels Sauzen-Vastgoedservice Continental Team   | PSV        |
| Bélgica      | Telenet Fidea Lions                               | TFL        |
| Bélgica      | Tarteletto-Isorex                                 | TIS        |
| Bielorrússia | Minsk Cycling Clube                               | MCC        |
| Bulgária     | Unieuro Trevigiani-Hemus 1896                     | UNI        |
| Croácia      | Meridiana Kamen Team                              | MKT        |
| Dinamarca    | BHS-Almeborg Bornholm                             | ABB        |
| Dinamarca    | Copenhagen Pro Cycling                            | CPH        |
| Dinamarca    | Riwal Platform Cycling Team                       | RIW        |
| Dinamarca    | Team ColoQuick-Cult                               | TCQ        |
| Dinamarca    | Team Giant-Castelli                               | TGC        |
| Dinamarca    | Team Veloconcept                                  | TVC        |
| Eslováquia   | Dukla Banská Bystrica                             | DKB        |
| Eslovênia    | Adria Mobil                                       | ADR        |
| Eslovênia    | Attaque Team Gusto                                | ATG        |
| Eslovênia    | ROG-Ljubljana                                     | ROG        |
| Espanha      | Burgos-BH                                         | BUR        |
| Espanha      | Euskadi Basque Country-Murias                     | EUS        |
| França       | Armée de terre                                    | ADT        |
| França       | HP BTP-Auber93                                    | AUB        |
| França       | Roubaix-Lille Métropole                           | RLM        |

| País          | Nome                                                  | Código UCI |
| ------------- | ----------------------------------------------------- | ---------- |
| Itália        | D'Amico Utensilnord                                   | AZT        |
| Itália        | GM Europa Ovini                                       | GME        |
| Itália        | Sangemini–MG.K Vis                                    | SAN        |
| Irlanda       | An Pós-ChainReaction                                  | SKT        |
| Letônia       | Rietumu Banka-Riga                                    | RBR        |
| Lituânia      | Staki-Technorama                                      | RBR        |
| Luxemburgo    | Team Differdange-Losch                                | CCD        |
| Noruega       | Team Fixit.no                                         | FIX        |
| Noruega       | Team Coop                                             | TCO        |
| Noruega       | Joker Icopal                                          | TJI        |
| Noruega       | Team Sparebanken Sør                                  | TSS        |
| Noruega       | Um-X Hydrogen Development                             | UXT        |
| Países Baixos | Baby-Dump Cycling Team                                | BDC        |
| Países Baixos | Delta Cycling Rotterdam                               | DCR        |
| Países Baixos | Destil-Jo Piels Cycling Team                          | DJP        |
| Países Baixos | Monkey Town Continental Team                          | MCT        |
| Países Baixos | Metec-TKH Continental Cyclingteam presented by Mantel | MET        |
| Países Baixos | Seg Racing Academy                                    | SEG        |
| Polónia       | Domin Sport                                           | DOM        |
| Polónia       | Team Hurom                                            | THU        |
| Polónia       | Voster Uniwheels Team                                 | VOS        |
| Polónia       | Wibatech 7R Fuji                                      | WIB        |
| Portugal      | RP-Boavista                                           | BOA        |
| Portugal      | Efapel                                                | EFP        |
| Portugal      | LA Alumínios-Metalusa Blackjack                       | LAA        |
| Portugal      | Louletano-Hospital de Loulé                           | LHL        |
| Portugal      | Sporting-Tavira                                       | STA        |
| Portugal      | W52/FC Porto                                          | W52        |
| Reino Unido   | Bike Channel-Canyon                                   | BIK        |
| Reino Unido   | JLT Condor                                            | JLT        |
| Reino Unido   | Madison Genesis                                       | MGT        |
| Reino Unido   | ONE Pro Cycling                                       | ONE        |
| Reino Unido   | Team Raleigh GAC                                      | RAL        |
| Reino Unido   | Team Wiggins                                          | WGN        |
| Chéquia       | AC Sparta Praha                                       | ASP        |
| Chéquia       | CK Příbram Fany Gastro                                | PFG        |
| Chéquia       | Elkov-Author Cycling Tam                              | ELA        |
| Chéquia       | SKC Tufo Prostějov                                    | SKC        |
| Roménia       | Tusnad Cycling Team                                   | TCT        |
| Rússia        | Lokosphinx                                            | LOK        |
| Sérvia        | Dare Viator Partizan                                  | DVP        |
| Suécia        | Team Tre Berg-PostNord                                | TTB        |
| Suíça         | Roth-Akros                                            | TRA        |
| Turquia       | Torku Şekerspor                                       | TRK        |
| Ucrânia       | ISD-Jorbi Continental Team                            | ISD        |
| Ucrânia       | Kolss Cycling Team                                    | KLS        |

| \| País \| Nome \| Código UCI \| \| --------- \| ------------------------------------------ \| ---------- \| \| Austrália \| Drapac-Pat's Veg Holistic Development Team \| DPV \| \| Austrália \| IsoWhey Sports SwissWellness \| IWS \| \| Austrália \| NSW Institute of Sport \| NIS \| \| Austrália \| St. George Continental Cycling Team \| STG \| 1. 2. |                                            |            |
| País | Nome                                       | Código UCI |
| Austrália | Drapac-Pat's Veg Holistic Development Team | DPV        |
| Austrália | IsoWhey Sports SwissWellness               | IWS        |
| Austrália | NSW Institute of Sport                     | NIS        |
| Austrália | St. George Continental Cycling Team        | STG        |

| País      | Nome                                       | Código UCI |
| --------- | ------------------------------------------ | ---------- |
| Austrália | Drapac-Pat's Veg Holistic Development Team | DPV        |
| Austrália | IsoWhey Sports SwissWellness               | IWS        |
| Austrália | NSW Institute of Sport                     | NIS        |
| Austrália | St. George Continental Cycling Team        | STG        |